# Solpuguna collinita
Solpuguna collinita es una especie de arácnido  del orden Solifugae de la familia Solpugidae.

## Distribución geográfica
Se encuentra en el sur de África.